# Ruger

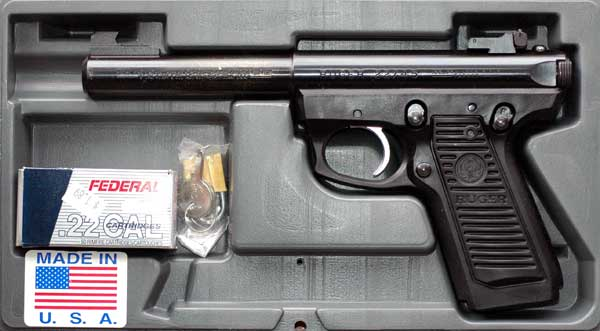
Variante du Ruger Mk II calibre 22 LR.

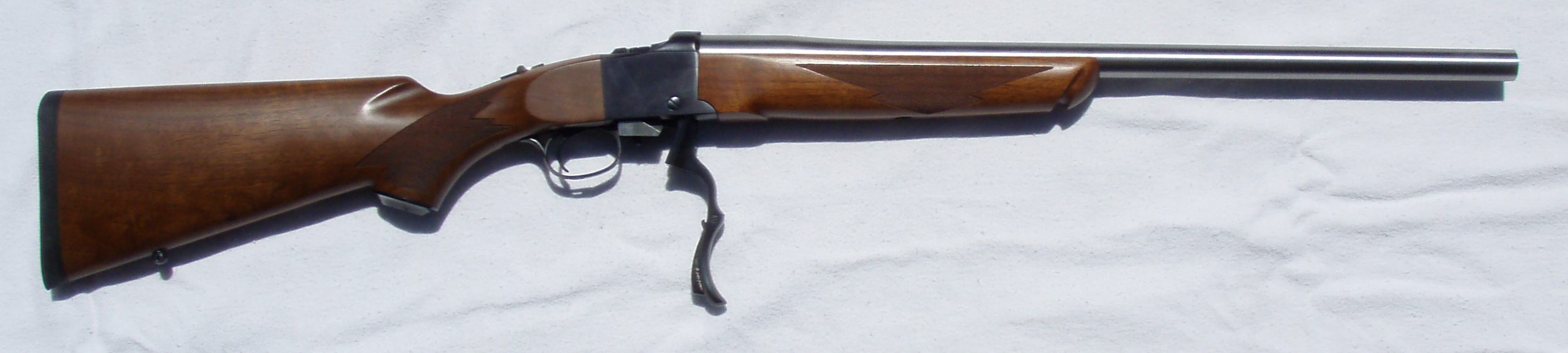
Carabine Ruger No. 1

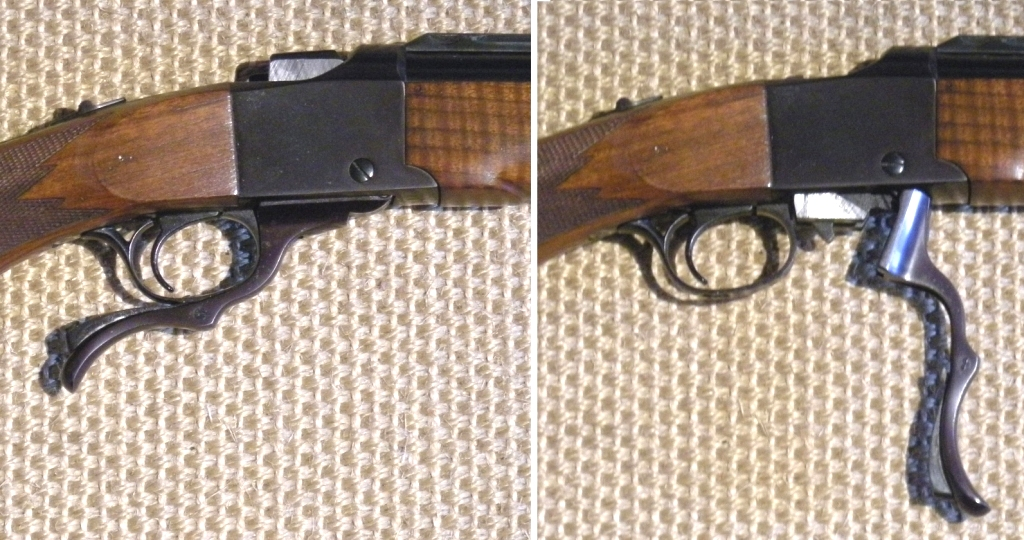
Sturm Ruger & Co No. 1 Culasse à bloc tombant.

La firme Sturm, Ruger & Co., Inc. est une entreprise américaine spécialisée dans la manufacture d'armes à feu fondée en 1949 par William B. Ruger (en) et Alexander Sturm. Elle a son siège à Southport dans la banlieue de Fairfield dans le Connecticut. Elle est cotée au New York Stock Exchange.

## Historique
En 2013, l'entreprise emploie 2 000 personnes et à un chiffre d'affaires de 679 millions de dollars américains.
En 2016, elle a 2 120 employés, le chiffre d'affaires est de 664 millions de dollars avec 88 millions de bénéfices.
Sturm Ruger licencie en 2017 environ 700 salariés, soit 28 % de ses effectifs. Son chiffre d'affaires a chuté de 22 % et son bénéfice de 40 % par rapport à 2016, en raison d'une baisse du prix des armes.

## Armes produites par Ruger

### Pistolets
- Ruger P-85
- Ruger P-89
- Ruger P-90
- Ruger P-91
- Ruger P-93
- Ruger P-94,
- Ruger P-944,
- Ruger P-95,
- Ruger P-97,
- Ruger Standard,
- Ruger Mk I .22LR
- Ruger Mk II .22LR
- Ruger Mk III .22LR
- Ruger Mk IV .22LR[4]
- Ruger P-345 .22LR,
- Ruger SR22 .22LR
- Ruger LCP, (arme pour port discret)
- Ruger SR1911 .45ACP
- Ruger SR9 9x19

### Revolvers
- Ruger Single-six .22 LR
- Ruger Security-six .357 Magnum,
- Ruger Speed-Six. 357 Magnum,
- Ruger Blackhawk .357 Magnum, .41 Magnum et .44 Special, .30 M1, .45 Colt,
- Ruger Super Blackhawk .44 Magnum,
- Ruger Redhawk .357 Magnum, .41 et .44 Magnum, .45 Colt/.45ACP
- Ruger Super Redhawk .44 Magnum, .454 Casull, .480 Ruger
- Ruger Vaquero .44-40 WCF, .357 Magnum et .45 Colt,
- Ruger GP100 .357 Magnum,
- Ruger SP 101 .22 LR, .38 Special+P et .357 Magnum, .327 Federal Magnum,
- Ruger Bearcat .22 LR
- Ruger LCR (arme pour port discret), .22 LR, .22 Magnum .38 Special+P et .357 Magnum,
- Ruger Old Army (Poudre noire)

### Pistolet-mitrailleur
- Ruger MP9

### Carabines
- Ruger Mini-14, .223 Remigton
- Ruger Mini-30, 7,62 × 39 mm
- Ruger M14 .308 NATO
- Ruger Police Carbine, 9 mm
- Ruger AR-556 Clone du Colt AR15, .223 Remington
- Ruger AR-556 Clone du Colt AR15 (avec piston des gaz), .223 Remington
- Ruger 10/22, 22LR (énormément de variantes pour ce modèle, canon lourd, démontable...)[5]
- Ruger Précision Rifle, calibre .338 Lapua Magnum[6]
- Ruger M-77 calibre 6,5 Creedmoor* [7]

## Fusil d'assaut
- Ruger AC-556/Mousqueton AMD 5,56M1

## Fusils de chasse
- Ruger Gold Label
- Ruger Red Label